# Le Lude
Le Lude é uma comuna francesa na região administrativa do País do Loire, no departamento de Sarthe. Estende-se por uma área de 68.36 km². Em 2010 a comuna tinha 4 238 habitantes (densidade: 62 hab./km²).